# Antonismo
El antonismo es un movimiento religioso de carácter cristiano fundado en 1910 por el valón Louis-Joseph Antoine (1846–1912) en Jemeppe-sur-Meuse (Seraing). Con un total de 64 templos, unas cuarenta salas de lectura en todos el mundo y unos mil miembros, es la única religión establecida en Bélgica cuya notoriedad y éxito han sobrepasado las fronteras del país. Activo principalmente en Francia, este movimiento religioso se caracteriza por su estructura descentralizada, la simplicidad de sus ritos, su discreción y su tolerancia hacia otras religiones.
Antoine, quien creció en un hogar católico, trabajó como minero en una mina de carbón durante su juventud, después como trabajador siderúrgico antes de realizar el servicio militar en 1866. Después de casarse con Catherine en 1873, cambió varias veces de lugar de residencia debido a razones profesionales. Profundamente impresionado por la obra de Allan Kardec, organizó un grupo espiritual en los años 1890. En 1893, la muerte de su hijo le hizo perder de forma definitiva su fe en el catolicismo. En 1896 explicó su nuevo punto de vista espiritualista en un libro y más tarde declaró que poseía el don de la sanidad.
Conocido desde ese momento como curandero, reunió muchos seguidores, la mayoría entre aquellos decepcionados con el catolicismo o la medicina. En 1906, acabó con el espiritualismo y empezó una religión, luego publicó tres libros describiendo su doctrina y consagró el primer templo antonista.
Después de su muerte en 1912, Catherine aseguró la continuidad de la religión, promovimiendo un culto centralizado alrededor de la figura de su marido y promoviendo reglas adicionales en la organización. Cuando murió en 1940, tuvieron lugar algunas diferencias entre los templos belgas y franceses.